# Rodrigo Nestor
Rodrigo Nestor Bertalia, noto semplicemente come Rodrigo Nestor (San Paolo, 9 agosto 2000), è un calciatore brasiliano, centrocampista del Bahia in prestito dal San Paolo.

## Caratteristiche tecniche
È un centrocampista difensivo.

## Carriera

### Club
Cresciuto nel settore giovanile del San Paolo, ha esordito in prima squadra il 3 febbraio 2019 in occasione dell'incontro vinto 1-0 contro il São Bento. A partire dalla stagione seguente è stato promosso in prima squadra, ed il 23 settembre 2020 ha debuttato in Coppa Libertadores giocando il match perso 4-2 contro l'LDU Quito.

### Nazionale
Ha giocato nella nazionale brasiliana Under-17.

## Statistiche
Statistiche aggiornate al 27 dicembre 2020.

### Presenze e reti nei club
| Stagione        | Squadra         | Campionato      | Campionato | Campionato | Coppe nazionali | Coppe nazionali | Coppe nazionali | Coppe continentali | Coppe continentali | Coppe continentali | Altre coppe | Altre coppe | Altre coppe | Totale | Totale | Totale |
| Stagione        | Squadra         | Comp            | Pres       | Reti       | Comp            | Pres            | Reti            | Comp               | Pres               | Reti               | Comp        | Pres        | Reti        | Pres   | Reti   |        |
| --------------- | --------------- | --------------- | ---------- | ---------- | --------------- | --------------- | --------------- | ------------------ | ------------------ | ------------------ | ----------- | ----------- | ----------- | ------ | ------ | ------ |
| 2019            | San Paolo       | A1/SP+A         | 1+0        | 0          | CB              | 0               | 0               |                    | -                  | -                  |             | -           | -           | 1      | 0      |        |
| 2020            | San Paolo       | A1/SP+A         | 2+5        | 0          | CB              | 0               | 0               | CL+CS              | 2+0                | 0                  |             | -           | -           | 9      | 0      |        |
| Totale carriera | Totale carriera | Totale carriera | 8          | 0          |                 | 0               | 0               |                    | 2                  | 0                  |             | -           | -           | 10     | 0      |        |

## Palmarès

### Competizioni statali
- Campionato paulista: 1

San Paolo: 2021

### Competizioni nazionali
- Coppa del Brasile: 1

San Paolo: 2023
- Supercoppa del Brasile: 1

San Paolo: 2024